# Frederick Arthur Verner

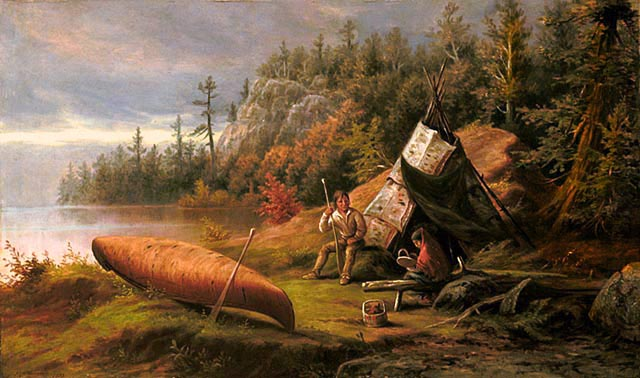
Ojibwa Camp, Northern Shore of Lake Huron, 1873, National Gallery of Canada

Frederick Arthur Verner (* 26. Februar 1836; † 16. Mai 1928) war ein kanadischer Maler, der vor allem für seine Landschaftsgemälde aus dem amerikanischen Westen berühmt ist. Er ist wesentlich von Paul Kane beeinflusst, der in seinen Skizzen und Gemälden vor allem das Leben der Indianer Nordamerikas festhielt.
Verner wurde im damals noch unerschlossenen Ontario geboren. Bereits als Jugendlicher war er von den Gemälden Kanes begeistert. Seine Versuche von ihm, als Schüler angenommen zu werden, scheiterten jedoch. Er ging darauf nach London, wo er von 1856 bis 1860 Kunst studierte. Etwas mehr als ein Jahr war er Mitglied des britischen Militärs. 1862 kehrte er nach Toronto zurück, wo er zuerst in einem Fotostudio arbeitete, um dort Schwarz-Weiß-Fotografien zu kolorieren. In dieser Zeit freundete er sich auch mit seinem langjährigen Vorbild Paul Kane an. Wie Kane konzentrierte er sich auf Szenen aus dem kanadischen Westen. Die meisten Skizzen, die die Grundlage für seine Gemälde bildeten, zeichnete er, als er die 1873-Expedition von Alexander Morris begleitete.
1880 siedelte Verner nach London über, kehrte jedoch regelmäßig nach Kanada zurück, um dort zu malen. In Toronto zeigte er auch mehrfach seine Arbeiten. 1893 wurde er Mitglied der Royal Canadian Academy.